# Tiefenbach (Sachsen)
Tiefenbach este o comună din landul Saxonia, Germania.